# اونور آییک
اونور آییک (انگلیسی: Onur Ayık؛ زادهٔ ۲۸ ژانویهٔ ۱۹۹۰) بازیکن فوتبال اهل ترکیه است.
از باشگاه‌هایی که در آن بازی کرده است می‌توان به باشگاه فوتبال الازیغ‌اسپور، باشگاه فوتبال کاردمیر قره‌بوک‌اسپور، باشگاه فوتبال بلدیه‌اسپور آق‌حصار، و باشگاه ورزشی وردر برمن اشاره کرد.
وی همچنین در تیم‌های ملی فوتبال جوانان ترکیه، و جوانان ترکیه، و جوانان ترکیه، و جوانان ترکیه، بازی کرده است.